# Irish Bulletin
L’Irish Bulletin est le journal officiel du gouvernement de la république d'Irlande, de 1919 à 1921. 
Il a été produit par le département de propagande (renommé département de la publicité autour de février 1921) durant la guerre civile d'indépendance irlandaise. Ses locaux se situaient originellement au no 6 Harcourt Street à Dublin. Le premier éditeur de l'Irish Bulletin était Desmond Fitzgerald jusqu'à ce qu'il fut arrêté et remplacé par Erskine Childers. Le Bulletin est publié hebdomadairement de juillet 1919 en décembre 1921.

## Histoire

### Genèse
En avril 1919, Terence MacSwiney proposa la création d'un quotidien par le Dail (parlement) dans le but de faire entendre la cause de l'Irish Republican Army et du Dail. Sa proposition ne fut pas appliqué avant le mois de novembre lorsque Desmond Fitzgerald décida qu'une forme de journal contre-propagande était vitale dans leur cause républicaine, mais aussi pour le succès du Sinn Féin (parti politique) et également dans l'intérêt croissant pour l'Irlande à l'échelle internationale. Fitzgerald a succédé à Laurence Ginnell au ministère après les arrestations de avril 1919, bien qu'il ne prit position qu'en juillet de cette même année. Le 7 novembre, durant une réunion au Cabinet, l'accord, qui a été établi, stipulait qu'« un journal quotidien visant à informer les correspondants étrangers, listant hebdomadairement les atrocités commises, approuvés par des journalistes loyaux, et votés pour des dépenses 500 £ le tout sous la supervision personnelle de M. Griffith ». Quatre jours plus tard, l'Irish Bulletin faisait ses débuts, faisant que trente exemplaires. Cinq numéros du bulletin ont été publiés chaque semaine pendant deux ans malgré les efforts des autorités britanniques de le supprimer.

### Personnels et contributions
Le journal était principalement produit par Frank Gallagher et Robert Brennan durant cette guerre. Ce dernier, directeur de la publicité du Sinn Féin depuis avril 1918, avait joué un rôle majeur dans le succès du parti durant les élections générales de 1918. À la suite de l'arrestation de Fitzgerald en 1921, Erskine Childers fut désigné directeur de la propagande, prenant en charge la publicité et devint ainsi le nouvel éditeur du Bulletin. Le 9 mai 1921, Childers et Gallagher furent tous deux arrêtés et emmenés au Château de Dublin. À la suite de l'intervention de Andy Cope, tous deux furent relâchés dans la nuit et partirent en cavale. Leur libération précipitée initia des soupçons de dissension de la part de Art O'Brien et Michael Collins entre les autorités militaires britanniques et l'administration civile. Malgré les arrestations, le Bulletin « continua à paraître régulièrement ». Alan J. Ellis, collaborateur du Cork Examiner fit plusieurs contributions occasionnelles pour le journal. Kathleen McKenna-Napoli tapa et imprima les premières parutions du journal et fut « un soutien et une force clé pour le quotidien »[Comment ?]. 

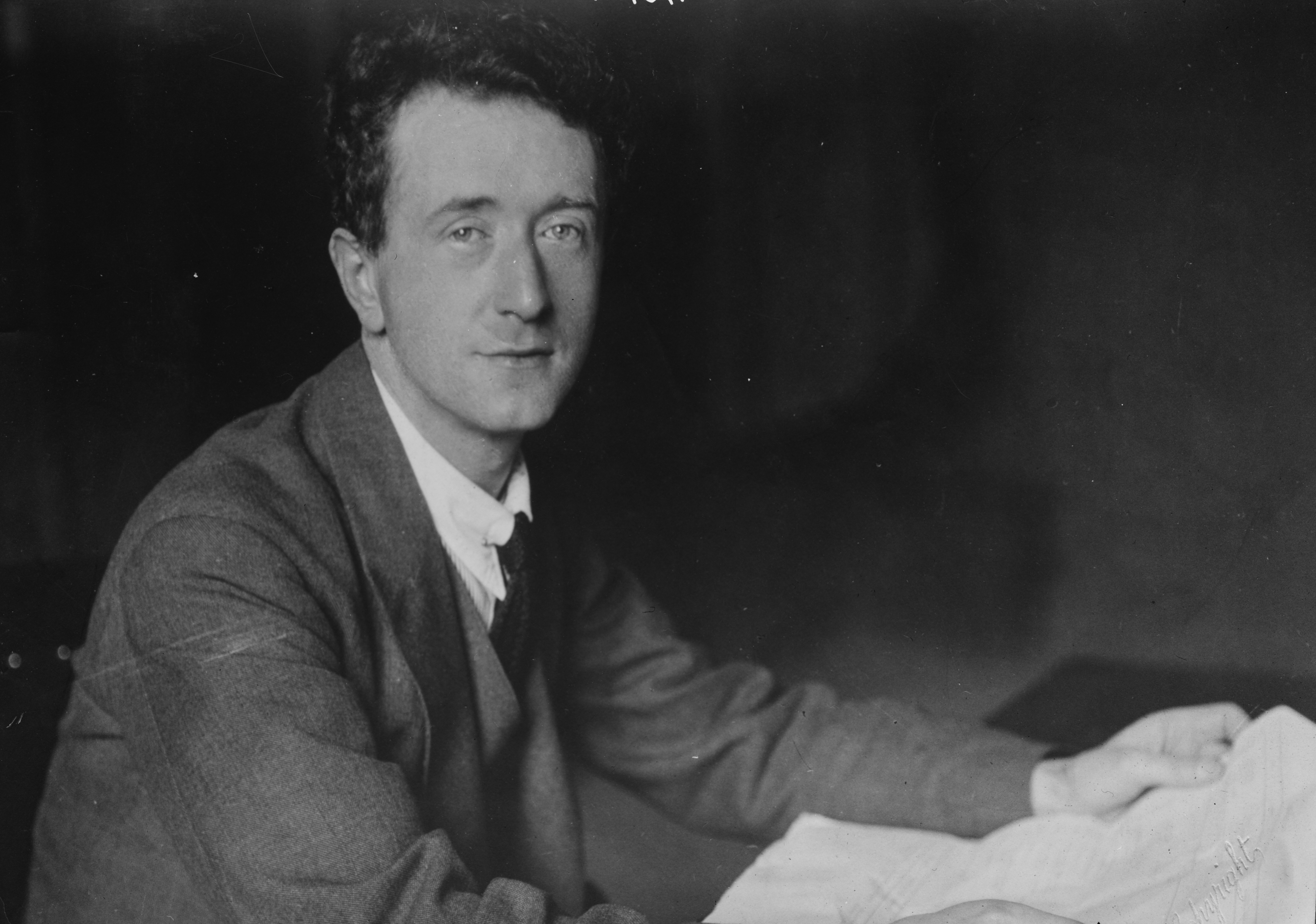
Desmond Fitzgerald. Premier éditeur de l'Irish Bulletin

### Contenu
Dans ses débuts, le Bulletin consistait principalement de listes de perquisitions des forces de sécurité et d'arrestations de suspects. En 1920, afin de stimuler l'intérêt du lecteur, celui-ci fut, à la demande du président irlandais à Childers, de fournir des comptes rendus plus détaillés des événements. Des extraits de publications étrangères, et en particulier de journaux anglais partisans au Bulletin, ont souvent été inclus. Les comptes rendus des tribunaux du Dáil ont été régulièrement relatés. Le Bulletin était plus graphique dans sa page de garde sur la violence qu’à son habitude. Un exemple est le reportage sur la mort de deux dirigeants importants du Sinn Féin, Henry et Patrick Loughnane, de Shanaglish, Gort, comté de Galway. La Royal Irish Constabulary avait remis les hommes aux membres locaux de la division auxiliaire.

« Le 6 décembre, les corps ont été retrouvés dans un étang. Les crânes ont été battus et la chair pendait sur les deux corps. Les deux hommes étaient évidemment attachés par le cou à un camion et traînés par la suite jusqu'à ce qu'ils soient morts.Avant que les corps ne soient cachés dans un étang, un effort a été fait pour les brûler. »

### Édition contrefaite
Dans la nuit du 26 au 27 mars 1921, les autorités britanniques ont découvert les bureaux du Bulletin. Des machines à écrire et des imprimantes ont été utilisés pour fabriquer de faux numéros de papier. Celles-ci ont été distribuées aux abonnés habituels à l'aide de listes trouvées dans les bureaux. Le député Lord Henry Cavendish-Bentinck, qui a reçu quelques-unes des contrefaçons par la poste, a demandé à la Chambre que les responsables «ne gaspillent pas leur argent en m'envoyant d'autres faux». Les efforts initiaux des faussaires, les capitaines Hugh Pollard et William Darling, étaient de mauvaise qualité et facilement identifiables comme contrefaits.
Depuis 2012, le gouvernement irlandais a décidé de publier tous les numéros de l'Irish Bulletin en trois volumes.